# Craterispermum inquisitorium
Craterispermum inquisitorium är en måreväxtart som beskrevs av Herbert Fuller Wernham. Craterispermum inquisitorium ingår i släktet Craterispermum och familjen måreväxter.

## Underarter
Arten delas in i följande underarter:
- C. i. inquisitorium
- C. i. longipedunculatum